# Uthumphon Phisai (huyện)
Uthumphon Phisai (tiếng Thái: อุทุมพรพิสัย) là một huyện (Amphoe) ở phía tây của tỉnh Sisaket, đông bắc Thái Lan.

## Địa lý
Các huyện giáp ranh (từ phía bắc theo chiều kim đồng hồ) là: Rasi Salai, Mueang Sisaket, Wang Hin, Prang Ku, Huai Thap Than, Mueang Chan, Pho Si Suwan và Bueng Bun.

## Lịch sử
Tiền thân của huyện là Mueang Uthumphon Phisai, đã được chuyển thành huyện vào năm 1911, lúc đó tên là Phachim Sisaket (ปจิมศีร์ษะเกษ). Năm 1913, huyện được đổi tên thành Uthomphon Phisai. Trụ sở huyện nằm ở Ban Samrong Yai, tambon Samrong.

## Hành chính
Huyện này được chia thành 19 phó huyện (tambon), các đơn vị này lại được chia ra thành 232 làng (muban). Kamphaeng là một thị trấn (thesaban tambon) nằm trên một phần của tambon Kamphaeng. Có 19 Tổ chức hành chính tambon.
| STT. | Tên              | Tên Thái    | Số làng | Dân số |  |
| ---- | ---------------- | ----------- | ------- | ------ |  |
| 1.   | Kamphaeng        | กำแพง       | 9       | 9.787  |  |
| 2.   | I Lam            | อี่หล่ำ        | 12      | 4.343  |  |
| 3.   | Kan Lueang       | ก้านเหลือง    | 20      | 9.287  |  |
| 4.   | Thung Chai       | ทุ่งไชย       | 9       | 4.579  |  |
| 5.   | Samrong          | สำโรง       | 17      | 7.851  |  |
| 6.   | Khaem            | แขม         | 12      | 4.424  |  |
| 7.   | Nong Hai         | หนองไฮ      | 12      | 5.320  |  |
| 8.   | Khayung          | ขะยูง        | 13      | 5.425  |  |
| 10.  | Ta Ket           | ตาเกษ       | 12      | 4.025  |  |
| 11.  | Hua Chang        | หัวช้าง       | 11      | 4.590  |  |
| 12.  | Rang Raeng       | รังแร้ง       | 12      | 5.391  |  |
| 14.  | Tae              | แต้          | 8       | 2.853  |  |
| 15.  | Khae             | แข้          | 9       | 4.855  |  |
| 16.  | Pho Chai         | โพธิ์ชัย       | 11      | 4.888  |  |
| 17.  | Pa Ao            | ปะอาว       | 14      | 5.194  |  |
| 18.  | Nong Hang        | หนองห้าง     | 17      | 8.808  |  |
| 22.  | Sa Kamphaeng Yai | สระกำแพงใหญ่ | 14      | 8.875  |  |
| 24.  | Khok Lam         | โคกหล่าม     | 10      | 3.720  |  |
| 25.  | Khok Chan        | โคกจาน      | 10      | 5.403  |  |

Các con số không có trong bảng này là tambon nay tạo thành huyện Mueang Chan và Pho Si Suwan.